# Мокри Луг (Кнежево)
Мокри Луг је насељено мјесто у општини Кнежево, Република Српска, БиХ. Према попису становништва из 1991. у насељу је живјело 377 становника.

## Географија
Мокри Луг се налази на обронцима планине Чемернице, око 8 километара од Кнежева. У њему се налази шест засеока, Пискавице, Прдићи, Рустине, Бјелићи, Вуковићи и Долина.

## Становништво
| Демографија | Демографија | Демографија |
| Година      | Становника  | Становника  |
| ----------- | ----------- | ----------- |
| 1961.       | 451         |             |
| 1971.       | 620         |             |
| 1981.       | 489         |             |
| 1991.       | 377         |             |

Живе пет презимена: Лакетић, Соларевић, Прдић, Милановић и Вуковић.